# The Breakup Guru
The Breakup Guru es una película del 2014 dirigida por Deng Chao y Yu Baimei y protagonizada también por Deng Chao y Yang Hi. La película fue estrenada el 27 de junio de 2014.

## Elenco
- Deng Chao como Mei Yuangui.
- Yang Mi como Xiao Chunye.
- Gulnazar como Xiao Zhuang.
- Liu Yan como Madam Tang.
- Sun Li como ella misma.

## Producción
La película recaudó US$106,640,000 en China. Ganó un total de $111.4 millones internacionalmente.
Dereck Elley de Film Business Asia le dio a la película un 6 sobre 10.